# Фейдер

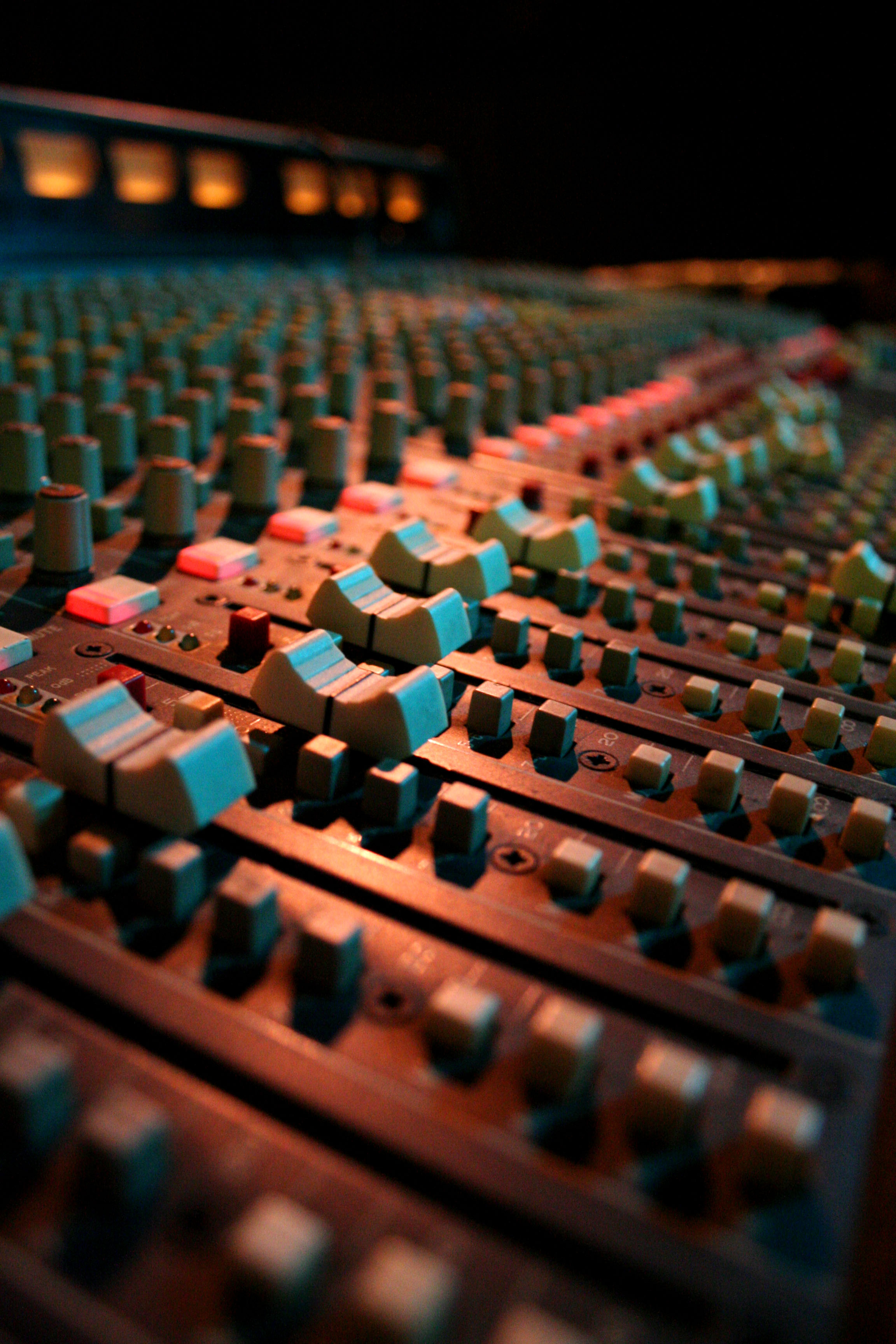
Фейдери мікшера

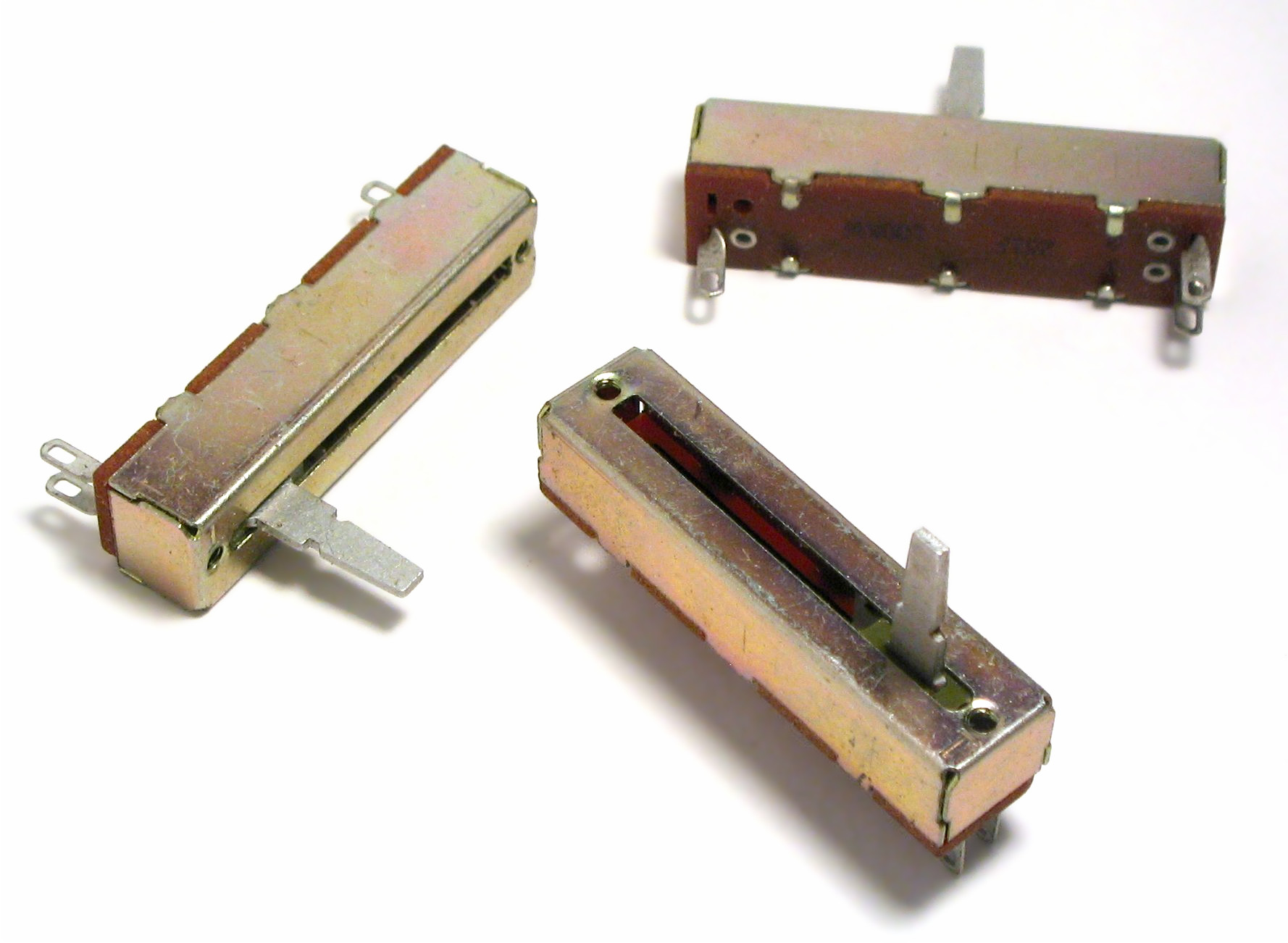
Зовнішній вигляд фейдера, не встановленого на мікшер

Фе́йдер (англ. fader, від to fade — «затихати») — орган керування параметрами фізичного чи віртуального пристрою. Під фейдером звичайно мають на увазі регулятор повзункового типу.
Термін широко розповсюджений у аудіотехніці та звукорежисурі. Застосовується у мікшерних пультах та різних MIDI-контролерах.
У мікшерних пультах фейдер зазвичай використвується для контролю гучності каналу, якому він належить. Також у DJ-мікшерах використвується окремий тип фейдера — кросфейдер.

## Джерело
- Юрій Юцевич. Музика: словник-довідник. — Тернопіль, 2003. — 404 с. — ISBN 966-7924-10-6. (html-пошук по словнику, djvu)
- Мануал по Sony ACID 5.0. Использование фейдеров микшера